# Lugowoje (Kaliningrad, Prawdinsk)
Lugowoje (russisch Луговое, deutsch Hohenfelde, Kreis Friedland/Bartenstein) ist ein Ort in der russischen Oblast Kaliningrad (Gebiet Königsberg (Preußen)) und gehört zur Prawdinskoje gorodskoje posselenije (Stadtgemeinde Prawdinsk (Friedland (Ostpr.))) im Rajon Prawdinsk (Kreis Friedland).

## Geographische Lage
Lugowoje liegt fünf Kilometer nordöstlich der Rajonshauptstadt Prawdinsk an der russischen Fernstraße R 514 (Teilstück der ehemaligen deutschen Reichsstraße 142). Ein Bahnanschluss besteht nicht.

## Geschichte
Das ehemals Hohenfelde genannte Gutsdorf war 1874 eine von fünf kommunalen Einheiten, die den neu errichteten Amtsbezirk Allenau (heute russisch: Poretschje) bildeten. Er gehörte bis 1927 zum Landkreis Friedland, danach bis 1945 zum Landkreis Bartenstein (Ostpr.) im Regierungsbezirk Königsberg in der preußischen Provinz Ostpreußen. Im Jahre 1910 lebten 168 Einwohner in Hohenfelde.
Am 30. September 1928 gab der Gutsbezirk Hohenfelde sein Eigenständigkeit auf und schloss sich mit der Landgemeinde Schöntritten (russisch: Krasnoje) und dem Gutsbezirk Groß Wohnsdorf (Kurortnoje) zur neuen Landgemeinde Wohnsdorf (Kurortnoje) zusammen und wechselte somit in den Amtsbezirk Wohnsdorf, der damals ebenfalls bis 1945 zum Landkreis Bartenstein (Ostpr.) gehörte.
Im Jahre 1945 kam Hohenfelde mit dem nördlichen Ostpreußen zur Sowjetunion und erhielt 1947 den russischen Namen Lugowoje. Bis 2009 war der Ort innerhalb der seit 1991/92 russischen Oblast Kaliningrad in den Druschbinski sowjet (Dorfsowjet Druschba (Allenburg)) eingegliedert und ist seither – aufgrund einer Struktur- und Verwaltungsreform – eine als „Siedlung“ eingestufte Ortschaft der Prawdinskoje gorodskoje posselenije (Stadtgemeinde Prawdinsk (Friedland (Ostpr.))) im Rajon Prawdinsk.

## Kirche
Mehrheitlich waren die Einwohner von Hohenfelde vor 1945 evangelischer Konfession. Das Dorf war in das Kirchspiel Auglitten-Schönwalde (russisch: Progress-Rasswet) eingepfarrt, das zum Kirchenkreis Bartenstein (heute polnisch: Bartoszyce) in der Kirchenprovinz Ostpreußen der Kirche der Altpreußischen Union gehörte.
Heute liegt Lugowoje im Einzugsbereich der in den 1990er Jahren neu gegründeten Gemeinde in Prawdinsk (Friedland (Ostpr.)), die eine Filialgemeinde der Auferstehungskirche in Kaliningrad (Königsberg) ist und zur ebenfalls neu gebildeten Propstei Kaliningrad der Evangelisch-Lutherischen Kirche Europäisches Russland (ELKER) gehört.